# Seis días de Fráncfort
Los Seis días de Fráncfort fue una carrera de ciclismo en pista, de la modalidad de seis días, que se corría en Fráncfort del Meno (Alemania). Su primera edición data de 1911 y se disputó hasta en 1983, con algunos paréntesis a lo largo de su historia.

## Palmarés
| Año       | Ganadores                             | Segundos                              | Terceros                              |
| --------- | ------------------------------------- | ------------------------------------- | ------------------------------------- |
| 1911      | John Stol Walter Rütt                 | Léon Comès Jules Miquel               | Robert Walthour Eugen Stabe           |
| 1912      | Albert Eickholl Otto Rosenfeld        | Adolf Huschke Georg Passenheim        | Daubin Karl Floeck                    |
| 1913-1927 | ediciones no realizadas               | ediciones no realizadas               | ediciones no realizadas               |
| 1928      | Willy Rieger Emil Richli              | Gottfried Hürtgen Viktor Rausch       | Erich Junge Lucien Louet              |
| 1929      | Willy Rieger Oskar Tietz              | Georg Kroschel Otto Petri             | Werner Miethe Alfons Goossens         |
| 1930      | edición no realizada                  | edición no realizada                  | edición no realizada                  |
| 1931      | Alfredo Dinale Karl Göbel             | Jan Pijnenburg Adolf Schön            | Willy Rieger Piet van Kempen          |
| 1932      | Oskar Tietz Adolf Schön               | Gottfried Hürtgen Viktor Rausch       | Adrianus Braspennincx Piet van Kempen |
| 1933      | Jan Pijnenburg Viktor Rausch          | Oskar Tietz Adolf Schön               | Lothar Ehmer Willy Rieger             |
| 1934-1950 | ediciones no realizadas               | ediciones no realizadas               | ediciones no realizadas               |
| 1951      | Ludwig Hörmann Harry Saager           | Theo Intra Jean Roth                  | Josef Berger Roger De Corte           |
| 1952      | Hugo Koblet Armin von Büren           | Theo Intra Ferdinando Terruzzi        | Waldemar Knocke Heinz Zoll            |
| 1953      | Hugo Koblet Armin von Büren           | Lucien Gillen Ferdinando Terruzzi     | Walter Bucher Jean Roth               |
| 1954      | Walter Bucher Jean Roth               | Theo Intra Ferdinando Terruzzi        | Hugo Koblet Armin von Büren           |
| 1955      | Dominique Forlini Georges Senfftleben | Walter Bucher Jean Roth               | Evan Klamer Kay Werner Nielsen        |
| 1956      | Evan Klamer Kay Werner Nielsen        | Dominique Forlini Georges Senfftleben | Reginald Arnold Ferdinando Terruzzi   |
| 1957      | edición no realizada                  | edición no realizada                  | edición no realizada                  |
| 1958      | Emile Severeyns Rik Van Steenbergen   | Klaus Bugdahl Valentin Petry          | Evan Klamer Kay Werner Nielsen        |
| 1959      | Palle Lykke Kay Werner Nielsen        | Emile Severeyns Rik Van Steenbergen   | Otto Altweck Hans Jaroscewicz         |
| 1960      | Palle Lykke Kay Werner Nielsen        | Peter Post Rik Van Looy               | Klaus Bugdahl Rudi Altig              |
| 1961      | Klaus Bugdahl Fritz Pfenninger        | Peter Post Rik Van Looy               | Emile Severeyns Rik Van Steenbergen   |
| 1962      | Klaus Bugdahl Fritz Pfenninger        | Palle Lykke Hans Junkermann           | Peter Post Reginald Arnold            |
| 1963      | Palle Lykke Rik Van Steenbergen       | Klaus Bugdahl Sigi Renz               | Peter Post Fritz Pfenninger           |
| 1964      | Rudi Altig Hans Junkermann            | Peter Post Fritz Pfenninger           | Palle Lykke Freddy Eugen              |
| 1965      | Rudi Altig Dieter Kemper              | Klaus Bugdahl Sigi Renz               | Palle Lykke Freddy Eugen              |
| 1966      | Klaus Bugdahl Patrick Sercu           | Peter Post Fritz Pfenninger           | Horst Oldenburg Dieter Kemper         |
| 1967      | Peter Post Fritz Pfenninger           | Rudi Altig Sigi Renz                  | Klaus Bugdahl Patrick Sercu           |
| 1968      | Rudi Altig Patrick Sercu              | Peter Post Wolfgang Schulze           | Horst Oldenburg Dieter Kemper         |
| 1969      | Peter Post Patrick Sercu              | Klaus Bugdahl Dieter Kemper           | Rudi Altig Sigi Renz                  |
| 1970      | Jürgen Tschan Sigi Renz               | Wilfried Peffgen Wolfgang Schulze     | Rudi Altig Albert Fritz               |
| 1971      | Peter Post Patrick Sercu              | Wolfgang Schulze Sigi Renz            | Leo Duyndam Rene Pijnen               |
| 1972      | Leo Duyndam Jürgen Tschan             | Wolfgang Schulze Sigi Renz            | Wilfried Peffgen Albert Fritz         |
| 1973      | Wolfgang Schulze Sigi Renz            | Leo Duyndam Jürgen Tschan             | Graeme Gilmore Dieter Kemper          |
| 1974      | edición no realizada                  | edición no realizada                  | edición no realizada                  |
| 1975      | Günther Haritz Rene Pijnen            | Dietrich Thurau Patrick Sercu         | Udo Hempel Dieter Kemper              |
| 1976      | Günther Haritz Dietrich Thurau        | Wilfried Peffgen Albert Fritz         | Udo Hempel Jürgen Tschan              |
| 1977      | Jürgen Tschan Dietrich Thurau         | Wilfried Peffgen Danny Clark          | Klaus Bugdahl Patrick Sercu           |
| 1978      | Dietrich Thurau Patrick Sercu         | Wilfried Peffgen Gregor Braun         | Albert Fritz Rene Pijnen              |
| 1979      | Rene Pijnen Gregor Braun              | Dietrich Thurau Patrick Sercu         | Wilfried Peffgen Albert Fritz         |
| 1980      | Rene Pijnen Gregor Braun              | Wilfried Peffgen Albert Fritz         | Roman Hermann Horst Schütz            |
| 1981      | Dietrich Thurau Gregor Braun          | Roman Hermann Horst Schütz            | Rene Pijnen Urs Freuler               |
| 1982      | edición no realizada                  | edición no realizada                  | edición no realizada                  |
| 1983      | Dietrich Thurau Albert Fritz          | Henry Rinklin Gregor Braun            | Josef Kristen Horst Schütz            |